# Plessis-Saint-Benoist
Plessis-Saint-Benoist ist eine französische Gemeinde mit 327 Einwohnern (Stand: 1. Januar 2022) im Département Essonne in der Region Île-de-France; sie gehört zum Arrondissement Étampes und zum Kanton Étampes (bis 2015: Kanton Dourdan). Die Einwohner heißen Benats.

## Geographie
Plessis-Saint-Benoist liegt etwa 52 Kilometer südsüdwestlich von Paris. Umgeben wird Plessis-Saint-Benoist von den Nachbargemeinden Richarville im Norden, Boutervilliers im Osten, Chalo-Saint-Mars im Südosten, Mérobert im Süden, Saint-Escobille im Südwesten sowie Authon-la-Plaine im Westen.

## Geschichte
1884 wurde die Gemeinde aus der Nachbarkommune Authon-la-Plaine herausgelöst.

## Bevölkerungsentwicklung
| Jahr                      | 1962 | 1968 | 1975 | 1982 | 1990 | 1999 | 2006 | 2012 |
| Einwohner                 | 204  | 167  | 175  | 221  | 259  | 273  | 306  | 309  |
| Quelle: Cassini und INSEE |      |      |      |      |      |      |      |      |

## Sehenswürdigkeiten
- Kirche Saint-Louis, befestigter Kirchbau aus dem 13. Jahrhundert mit Umbauten aus dem 15. Jahrhundert

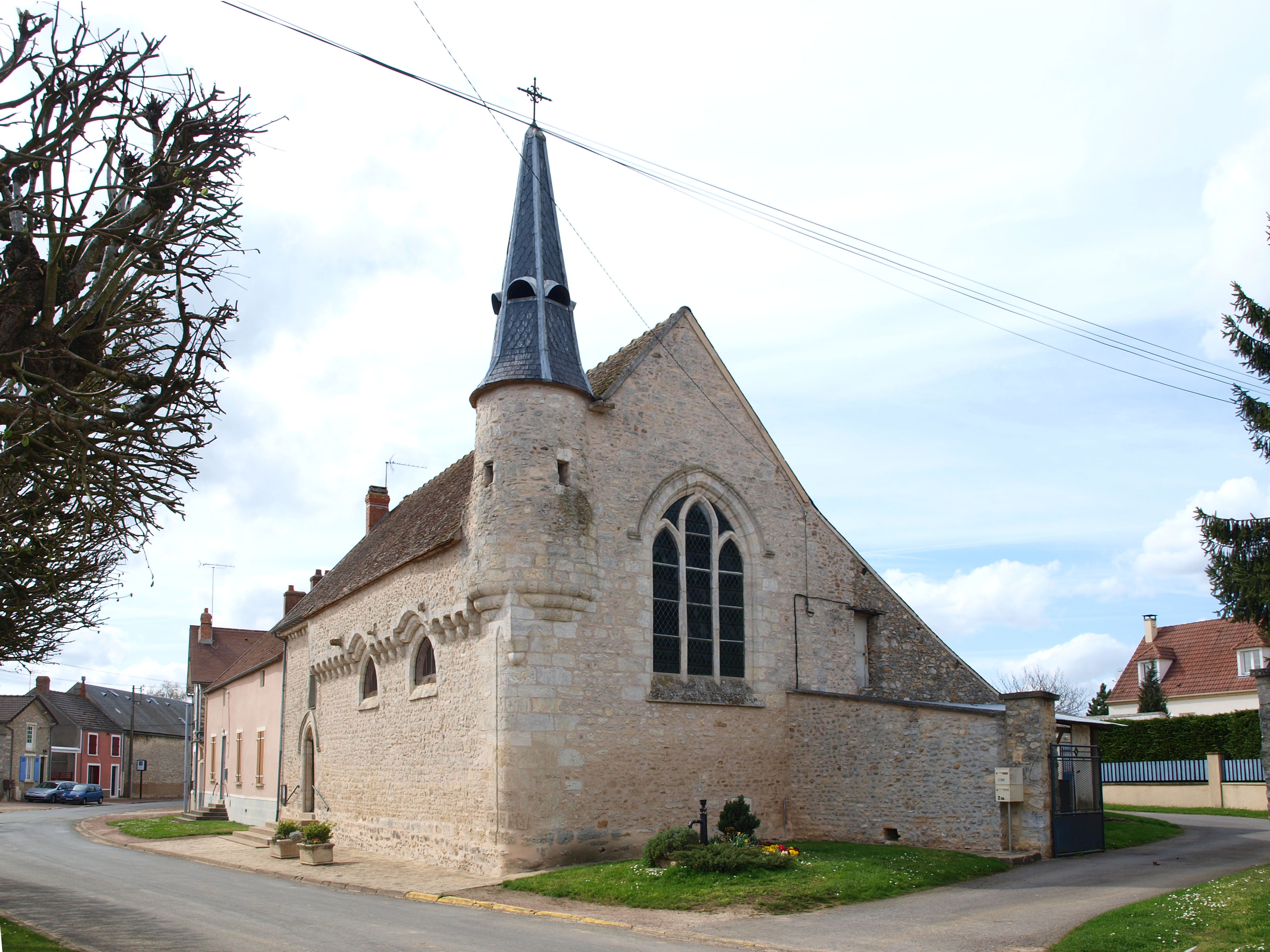
Kirche Saint-Louis